# Абдураим, Расул
Расул Абдураим (род. 12 декабря 1988, Фрунзе) — киргизский тхэквондист,уйгурского происхождения участник Олимпиад 2008 года и 2012 годов в составе команды Кыргызстана.

## Карьера
На Олимпийских играх в Пекине в категории до 68 кг проиграл бой в первом же круге против немцу Даниелю Манцу со счётом 0—1.
В 2012 году на Играх в Лондоне в категории до 80 кг также в первом круге уступил в бою против итальянца Мауро Сармьенто (1—5).